# Friedrich Gottfried Glück

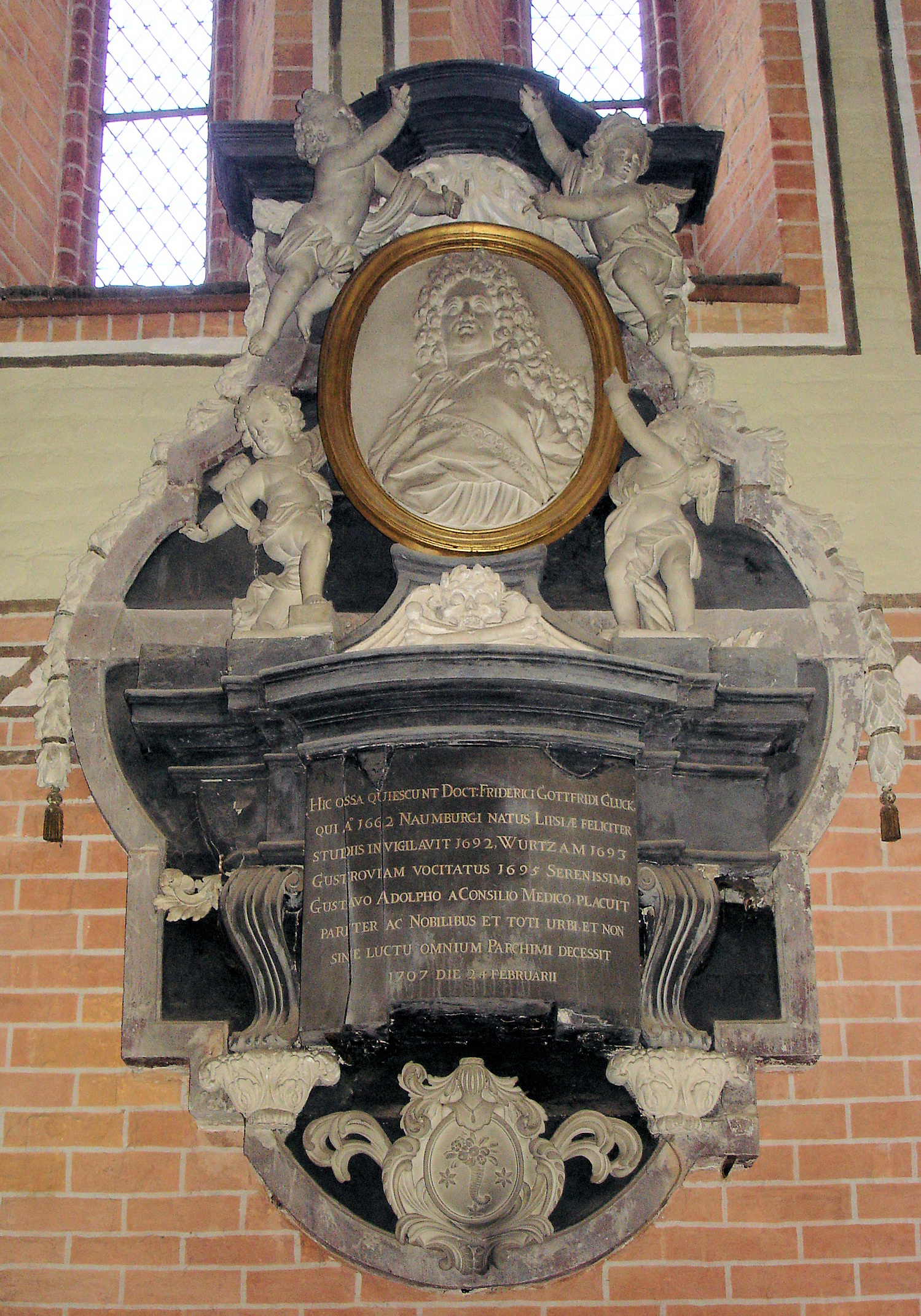
Epitaph für Friedrich Gottfried Glück im Güstrower Dom

Friedrich Gottfried Glück (auch: Gluck, * 24. November 1662 in Naumburg (Saale); † 24. Februar 1707 in Parchim) war ein deutscher Arzt.

## Leben
Geboren als Sohn des Advokaten Balthasar Glück in Naumburg. Besuchte er das Domgymnasium Naumburg. Er studierte Medizin an den Universitäten Leipzig, Erfurt und Jena. 1690 wurde er Stadtphysikus in Wurzen, im selben Jahr wurde er an der Universität Wittenberg zum Doktor der Medizin promoviert.
1692 kam er als praktischer Arzt und Stadtphysikus nach Güstrow. 1695 wurde er zum Hofmedicus des Herzogs Gustav Adolf berufen und diente nach dessen Tod der Herzoginwitwe Magdalena Sibylle als Leibarzt.
Glück starb in Parchim und wurde im Güstrower Dom beigesetzt. Sein von Thomas Quellinus geschaffenes barockes Epitaph ist erhalten.